# Franciscus de La Montagne

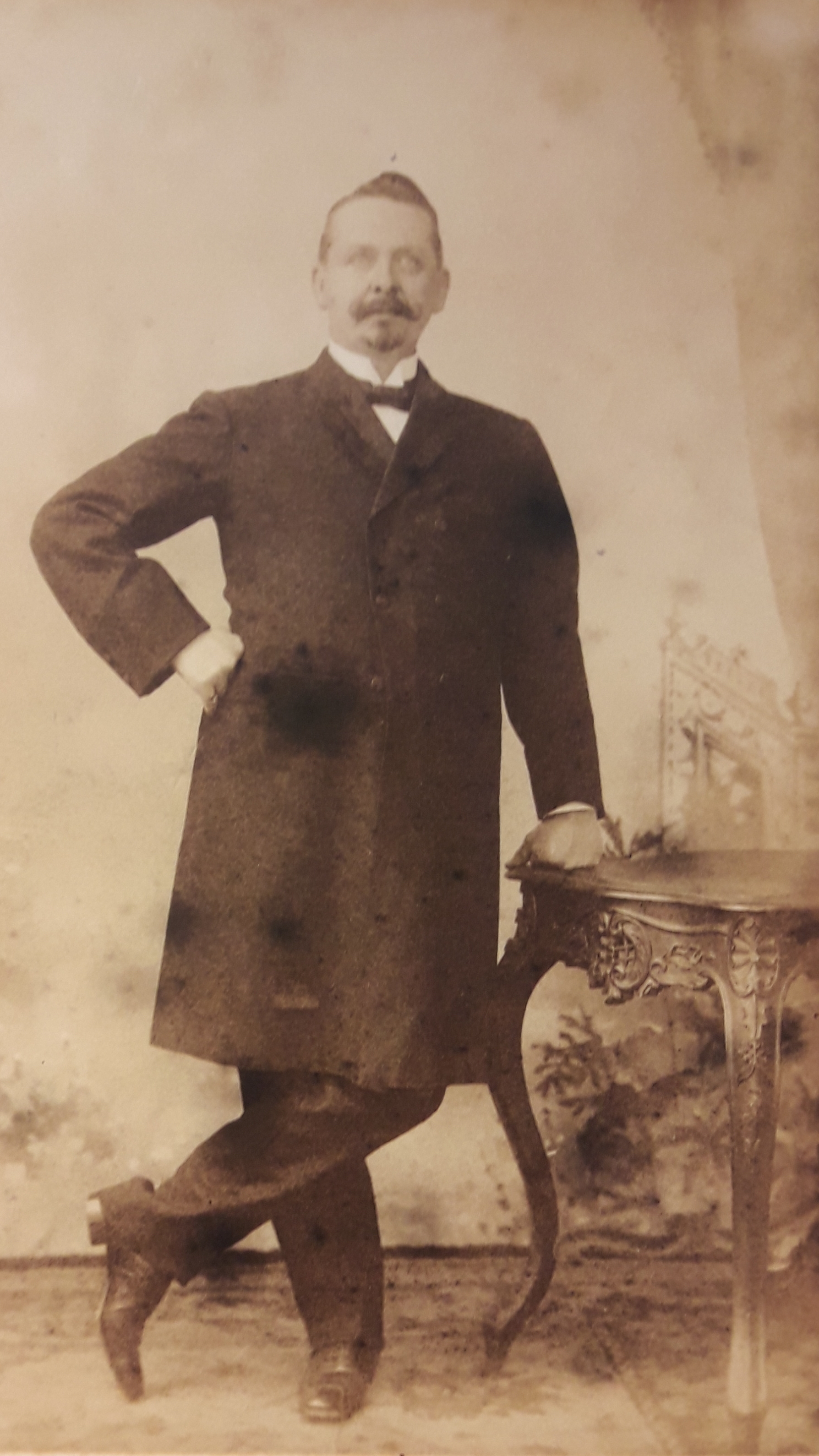
Franciscus de La Montagne

Franciscus de La Montagne was een diamantair die aan het hoofd stond van de diamantslijperij De la Montagne in Grobbendonk.
De La Montagne is geboren te Antwerpen uit het Antwerps geslacht De la Montagne. Franciscus leerde het ambacht van diamantbewerking in het atelier van zijn vader. Toen hij op eind van de 19e eeuw aan het hoofd van de familie kwam te staan, opende hij een nieuwe diamantslijperij in de Kempen. Daardoor wordt hij als een van de grondleggers beschouwd van de diamantnijverheid in de Kempische regio.